# Grayville
Grayville és una població dels Estats Units a l'estat d'Illinois. Segons el cens del 2000 tenia 1.725 habitants.

## Demografia
Segons el cens del 2000, Grayville tenia 1.725 habitants, 754 habitatges, i 478 famílies. La densitat de població era de 447 habitants/km².
Dels 754 habitatges en un 24% hi vivien nens de menys de 18 anys, en un 52,5% hi vivien parelles casades, en un 8,1% dones solteres, i en un 36,5% no eren unitats familiars. En el 32,8% dels habitatges hi vivien persones soles el 19,8% de les quals corresponia a persones de 65 anys o més que vivien soles. El nombre mitjà de persones vivint en cada habitatge era de 2,2 i el nombre mitjà de persones que vivien en cada família era de 2,76.
Per edats la població es repartia de la següent manera: un 19,4% tenia menys de 18 anys, un 7,3% entre 18 i 24, un 25,1% entre 25 i 44, un 24,2% de 45 a 60 i un 24% 65 anys o més.
L'edat mediana era de 44 anys. Per cada 100 dones de 18 o més anys hi havia 84,2 homes.
La renda mediana per habitatge era de 30.000 $ i la renda mediana per família de 36.944 $. Els homes tenien una renda mediana de 30.250 $ mentre que les dones 16.579 $. La renda per capita de la població era de 14.318 $. Aproximadament el 9,1% de les famílies i el 13,3% de la població estaven per davall del llindar de pobresa.

## Poblacions més properes
El següent diagrama mostra les poblacions més properes.